# La Estación, Imuris
La Estación är en ort i Mexiko.   Den ligger i kommunen Imuris och delstaten Sonora, i den nordvästra delen av landet, 1 700 km nordväst om huvudstaden Mexico City. La Estación ligger 833 meter över havet och antalet invånare är 664.
Terrängen runt La Estación är kuperad åt sydväst, men åt nordost är den platt. La Estación ligger nere i en dal. Runt La Estación är det glesbefolkat, med 10 invånare per kvadratkilometer. Närmaste större samhälle är Magdalena de Kino, 18,7 km sydväst om La Estación. Omgivningarna runt La Estación är i huvudsak ett öppet busklandskap.